# 晋書
『晋書』（しんじょ、繁体字台湾語: 晉書）は、中国晋朝（西晋・東晋）について書かれた歴史書。二十四史の一つ。唐の貞観20年（646年）に太宗の命により、房玄齢・李延寿らによって編纂が開始され、貞観22年（648年）に完成した。帝紀十巻・載記（五胡の単于・天王・皇帝に関する記述）三十巻・列伝七十巻・志二十巻によって構成される紀伝体。

## 成立までの経緯と構成
玄武門の変により兄で皇太子の李建成を排除して帝位を簒奪した太宗李世民は、房玄齢を総監として未編纂の史書を作ることを命じ、『北斉書』・『梁書』・『陳書』・『隋書』・『周書』と『晋書』が編纂された。太宗は代表作である「蘭亭序」を陪葬することを命じるほど王羲之に傾倒しており、『晋書』「王羲之伝」は自ら執筆している。既存の正史である『史記』『漢書』『三国志』などはいずれも個人が編纂したものを後に正史と定めたものであったが、太宗の欽定史書として『晋書』が編纂されて以降は史書編纂は国家事業となり、滅亡した王朝の史書を編纂することが正統王朝としての義務となった。
『晋書』成立以前にも、数多くの史家によって晋の歴史書が作られており、それらのうち代表的な18種類の書物が「十八家晋史」と呼ばれていた。『晋書』は、「十八家晋史」の内の一つである、臧栄緒の『晋書』をはじめとした晋の約数十種類の歴史書や、崔鴻の『十六国春秋』などの五胡十六国の歴史について述べられた書物などを参考にして編纂された。
本紀に記載されるのは晋の実質上の始祖である司馬懿から東晋最後の恭帝司馬徳文までであるが、載記では東晋滅亡の年より後に死去した赫連勃勃なども入っている。
西晋では、武帝・恵帝の時代に、将来の『晋書』編纂に当たって、どの時代から扱うかが議論された。荀勗は司馬懿が魏の実権を握った正始年間を、王瓚は司馬師が曹芳を廃立した嘉平年間を始期にすべきと主張したが、結論は出なかった。のちに賈謐が、武帝が皇帝に即位した泰始年間を始期にするよう主張した。正始期を支持する荀畯・荀藩・華混、嘉平期を支持する荀熙・刁協はなおも自説を主張したが、王戎・張華・王衍・楽広らの支持を得た賈謐の主張が通った。
正史『晋書』は、王朝の事実上の始祖として本紀を立てた司馬懿・司馬師・司馬昭や、竹林の七賢など一部例外はあるが、基本的に西晋での方針に従い、武帝の即位（265年）以前に死去した人物の伝記は立てていない。すなわち、実質的に晋臣として活動した人物であっても、武帝即位以前に死去した人物は原則立伝されなかった。

## 評価
『晋書』の志の部分は、晋のみならず後漢や三国時代についても記しており、志をもたない『三国志』を補う重要な資料となっている。
また、晋だけでなく五胡十六国の歴史を載記という形で載せているのも貴重である。
いっぽう『晋書』の正確性については、批判的な評価が多い。
『史通』「採撰篇」で劉知幾は、『晋書』が『語林』『世説新語』『幽明録』『捜神記』といった書物に記載された怪しげな話を採用していることを指摘した。「分量さえ多ければいい、資料収集が広ければいいという態度だ。小人は喜ばせられるだろうが、君子のあざ笑うところである。」と手厳しく非難している。また、『旧唐書』の著者の劉昫は、「房玄齢伝」の評語で、「以臧栄緒晋書為主、参考諸家、甚為詳洽。然史官多是文詠之士、好採詭謬砕事、以広異聞、又所評論、競為綺艶、不求篤実、由是頗為学者所譏」と、筆を極めて酷評している。つまり、「『晋書』は諸書を参考に詳しく書かれている。ところが、編纂に当たった史官は文士・歌詠みが多く、デマや誤報、くだらないゴシップを喜んで書いているような程度の低い連中で、広く異聞を集め、所々で評論家ぶって美文を書こうとしているが、真実を追求していないので学者はひどくバカにしている」というのである。すなわち、正史であるにもかかわらず後世からあたかもイエロージャーナリズムのような評価しか受けなかった史書、それが『晋書』であった。この評価は後世も概ね踏襲されており、清朝の考証学者である趙翼なども、『晋書』はデマや誤報、くだらないゴシップを信じ過ぎると低い評価を行なっている。
また、現代日本において『晋書』の部分日本語訳を行った越智重明は「晋書には多くの誤りがあり、敦煌文書に含まれる干宝の『晋紀』や、『世説新語』などで校正しなければならない」「占田制・課田制のような重大な歴史学の問題でも、晋書には誤りがあるので鵜呑みにしてはいけない」と批判している。宮川寅雄も「おおかたは逸話や伝承のたぐいで埋められており、枝葉なことがらを洗いおとしてゆくと、家譜や歴任の官職の大まかな推移になってしまう」と述べている。
既存の史書と比較すると、それまで個人が執筆・編纂していたものに対して、複数の編者が存在することで前後矛盾する内容となっている箇所もあり、内藤湖南から批判された。例示すれば「李重伝」の中に「見百官志」（百官志に見える）と記述されるにもかかわらず、『晋書』の中には「百官志」が存在しないこと、などである。
一方で『冊府元亀』の評では、「前代の記録を広く考証し、残存する記録を広く探し、雑草を刈り取るように肝心な部分を抜き出している」と、『晋書』の資料収集を高く評価しているが、そのような好意的評価は非常に少ない。
以上『晋書』は史書としての評価は高くはないが、『三国志』が「地理志」を欠くこともあって、周代以来三国時代に到る地理志の研究家は、『晋書』「地理志」を参考にしている。また『三国志』には司馬懿の伝記がなく、『晋書』には司馬懿の伝記「宣帝紀」があるので参考にされることも多い。ただし「宣帝紀」には司馬懿の首が180度回転したといった事実とは考えられない記述が多く、清朝考証学では論難されている。

## 内容

### 紀
| 巻目 | 巻題                     | 節目                       |
| ---- | ------------------------ | -------------------------- |
| 巻1  | 帝紀第1 宣帝             | 高祖宣帝                   |
| 巻2  | 帝紀第2 景帝 文帝        | 世宗景帝・太祖文帝         |
| 巻3  | 帝紀第3 武帝             | 世祖武帝                   |
| 巻4  | 帝紀第4 恵帝             | 孝恵帝                     |
| 巻5  | 帝紀第5 懐帝 愍帝        | 孝懐帝・孝愍帝             |
| 巻6  | 帝紀第6 元帝 明帝        | 中宗元帝・粛宗明帝         |
| 巻7  | 帝紀第7 成帝 康帝        | 顕宗成帝・康帝             |
| 巻8  | 帝紀第8 穆帝 哀帝 海西公 | 孝宗穆帝・哀帝・廃帝海西公 |
| 巻9  | 帝紀第9 簡文帝 孝武帝    | 太宗簡文帝・孝武帝         |
| 巻10 | 帝紀第10 安帝 恭帝       | 安帝・恭帝                 |

### 志
| 巻目 | 巻題          | 節目 |
| ---- | ------------- | ---- |
| 巻11 | 志第1 天文上  |      |
| 巻12 | 志第2 天文中  |      |
| 巻13 | 志第3 天文下  |      |
| 巻14 | 志第4 地理上  |      |
| 巻15 | 志第5 地理下  |      |
| 巻16 | 志第6 律暦上  |      |
| 巻17 | 志第7 律暦中  |      |
| 巻18 | 志第8 律暦下  |      |
| 巻19 | 志第9 礼上    |      |
| 巻20 | 志第10 礼中   |      |
| 巻21 | 志第11 礼下   |      |
| 巻22 | 志第12 楽上   |      |
| 巻23 | 志第13 楽下   |      |
| 巻24 | 志第14 職官   |      |
| 巻25 | 志第15 輿服   |      |
| 巻26 | 志第16 食貨   |      |
| 巻27 | 志第17 五行上 |      |
| 巻28 | 志第18 五行中 |      |
| 巻29 | 志第19 五行下 |      |
| 巻30 | 志第20 刑法   |      |

### 列伝
| 巻目  | 巻題                                | 節目 |
| ----- | ----------------------------------- | --- |
| 巻31  | 列伝第1 后妃上                      | 宣穆張皇后・景懐夏侯皇后・景献羊皇后・文明王皇后・武元楊皇后・武悼楊皇后・左貴嬪・胡貴嬪・諸葛夫人・恵賈皇后・恵羊皇后・謝夫人・懐王皇太后・元夏侯太妃 |
| 巻32  | 列伝第2 后妃下                      | 元敬虞皇后・明穆庾皇后・成恭杜皇后・康献褚皇后・穆章何皇后・哀靖王皇后・廃帝孝庾皇后・簡文宣鄭太后・簡文順王皇后・孝武文李太后・孝武定王皇后・安徳陳太后・安僖王皇后・恭思褚皇后 |
| 巻33  | 列伝第3                             | 王祥（王覧）・鄭沖・何曾（何劭・何遵）・石苞（石崇・欧陽建・孫鑠） |
| 巻34  | 列伝第4                             | 羊祜・杜預（杜錫） |
| 巻35  | 列伝第5                             | 陳騫（陳興）・裴秀（裴頠・裴楷・裴憲） |
| 巻36  | 列伝第6                             | 衛瓘（衛恒・衛璪・衛玠・衛展）・張華（張禕・張韙・劉卞） |
| 巻37  | 列伝第7 宗室                        | 安平献王孚・彭城穆王権・高密文献王泰・范陽康王綏・済南恵王遂・譙剛王遜・高陽王睦・任城景王陵 |
| 巻38  | 列伝第8 宣五王・文六王              | 平原王榦・琅邪王伷・清恵亭侯京・扶風王駿・梁王肜・斉王攸・城陽王兆・遼東王定国・広漢王広徳・楽安王鑑・楽平王延祚 |
| 巻39  | 列伝第9                             | 王沈（王浚）・荀顗・荀勗・馮紞 |
| 巻40  | 列伝第10                            | 賈充（賈謐・郭彰）・楊駿 |
| 巻41  | 列伝第11                            | 魏舒・李憙・劉寔・高光 |
| 巻42  | 列伝第12                            | 王渾（王済）・王濬・唐彬 |
| 巻43  | 列伝第13                            | 山濤（山簡）・王戎（王衍）・楽広 |
| 巻44  | 列伝第14                            | 鄭袤・李胤・盧欽（盧浮・盧珽・盧志・盧諶）・華表・石鑒・温羨 |
| 巻45  | 列伝第15                            | 劉毅（劉暾）・和嶠・武陔・任愷・崔洪・郭奕・侯史光・何攀 |
| 巻46  | 列伝第16                            | 劉頌・李重 |
| 巻47  | 列伝第17                            | 傅玄（傅咸・傅祗・傅宣・傅暢） |
| 巻48  | 列伝第18                            | 向雄・段灼・閻纘 |
| 巻49  | 列伝第19                            | 阮籍（阮咸・阮瞻・阮孚・阮脩・阮放・阮裕）・嵆康・向秀・劉伶・謝鯤・胡毋輔之（胡毋謙之）・畢卓・王尼・羊曼・光逸 |
| 巻50  | 列伝第20                            | 曹志・庾峻・郭象・庾純・秦秀 |
| 巻51  | 列伝第21                            | 皇甫謐（皇甫方回）・摯虞・束晳・王接 |
| 巻52  | 列伝第22                            | 郤詵・阮种・華譚（袁甫） |
| 巻53  | 列伝第23                            | 愍懐太子 |
| 巻54  | 列伝第24                            | 陸機（孫拯）・陸雲（陸耽・陸喜） |
| 巻55  | 列伝第25                            | 夏侯湛（夏侯淳・夏侯承）・潘岳（潘尼）・張載（張協・張亢） |
| 巻56  | 列伝第26                            | 江統（江虨・江惇）・孫楚（孫統・孫綽） |
| 巻57  | 列伝第27                            | 羅憲（羅尚）・滕脩・馬隆（馬咸）・胡奮（胡烈）・陶璜・吾彦・張光・趙誘 |
| 巻58  | 列伝第28                            | 周処（周玘・周勰・周札・周莚）・周訪（周撫・周楚・周瓊・周虓・周光・周仲孫） |
| 巻59  | 列伝第29                            | 汝南王亮・楚王瑋・趙王倫（孫秀）・斉王冏（鄭方）・長沙王乂・成都王穎・河間王顒・東海王越 |
| 巻60  | 列伝第30                            | 解系・孫旂・孟観・牽秀・繆播・皇甫重・張輔・李含・張方・閻鼎・索靖・賈疋 |
| 巻61  | 列伝第31                            | 周浚・成公簡・苟晞（苟純）・華軼・劉喬 |
| 巻62  | 列伝第32                            | 劉琨（劉羣・劉輿・劉演）・祖逖（祖納） |
| 巻63  | 列伝第33                            | 邵続・李矩・段匹磾・魏浚・郭黙 |
| 巻64  | 列伝第34 武十三王・元四王・簡文三子 | 毗陵王軌・秦王柬・城陽王景・東海王祗・始平王裕・淮南王允・代王演・新都王該・清河王遐・汝陰王謨・呉王晏・勃海王恢・琅邪王裒・東海王沖・武陵王晞・琅邪王煥・会稽王道世・臨川王郁・会稽王道子 |
| 巻65  | 列伝第35                            | 王導（王悦・王恬・王洽） |
| 巻66  | 列伝第36                            | 劉弘・陶侃（陶洪・陶瞻・陶夏・陶琦・陶旗・陶斌・陶称・陶範・陶岱・陶臻・陶輿） |
| 巻67  | 列伝第37                            | 温嶠・郗鑒（郗愔・郗超・郗曇） |
| 巻68  | 列伝第38                            | 顧栄・紀瞻・賀循（楊方）・薛兼 |
| 巻69  | 列伝第39                            | 劉隗・刁協・戴若思（戴邈）・周顗 |
| 巻70  | 列伝第40                            | 応詹・甘卓・卞壼・劉超・鍾雅 |
| 巻71  | 列伝第41                            | 孫恵・熊遠・王鑑・陳頵・高崧 |
| 巻72  | 列伝第42                            | 郭璞・葛洪 |
| 巻73  | 列伝第43                            | 庾亮（庾冰・庾翼） |
| 巻74  | 列伝第44                            | 桓彝（桓雲・桓豁・桓石虔・桓振・桓石秀・桓石民・桓石生・桓石綏・桓石康・桓秘・桓沖・桓嗣・桓胤・桓謙・桓修・徐寧） |
| 巻75  | 列伝第45                            | 王湛・王承・王述・王坦之・王嶠・荀崧・荀羨・范汪・范寧・范堅・劉惔・張憑・韓伯 |
| 巻76  | 列伝第46                            | 王舒・王廙・王彬・虞潭・顧衆・張闓 |
| 巻77  | 列伝第47                            | 陸曄（陸玩・陸納）・何充・褚翜・蔡謨・諸葛恢・殷浩（顧悦之・蔡裔） |
| 巻78  | 列伝第48                            | 孔愉・孔坦・孔厳・丁潭・陶回 |
| 巻79  | 列伝第49                            | 謝尚・謝安（謝琰・謝混・謝奕・謝玄・謝万・謝朗・謝石・謝邈） |
| 巻80  | 列伝第50                            | 王羲之（王玄之・王凝之・王徽之・王楨之・王操之・王献之・許邁） |
| 巻81  | 列伝第51                            | 王遜・蔡豹・羊鑑・劉胤・桓宣・桓伊・朱伺・毛宝・劉遐・鄧嶽・朱序 |
| 巻82  | 列伝第52                            | 陳寿・王長文・虞溥・司馬彪・王隠・虞預・孫盛・干宝・鄧粲・謝沈・習鑿歯・徐広 |
| 巻83  | 列伝第53                            | 顧和・袁瓌・袁喬・袁耽・江逌・車胤・殷顗・王雅 |
| 巻84  | 列伝第54                            | 王恭・庾楷・劉牢之・殷仲堪・楊佺期 |
| 巻85  | 列伝第55                            | 劉毅・諸葛長民・何無忌・檀憑之・魏詠之 |
| 巻86  | 列伝第56                            | 張軌（張寔・張茂・張駿・張重華・張耀霊・張祚・張玄靚・張天錫） |
| 巻87  | 列伝第57                            | 涼武昭王李玄盛（李歆） |
| 巻88  | 列伝第58 孝友                       | 李密・盛彦・夏方・王裒・許孜・庾袞・孫晷・顔含・劉殷・王延・王談・桑虞・何琦・呉逵 |
| 巻89  | 列伝第59 忠義                       | 嵆紹・王豹・劉沈・麹允・王育・韋忠・辛勉・劉敏元・周該・桓雄・韓階・周崎・易雄・楽道融・虞悝・沈勁・吉挹・王諒・宋矩・車済・丁穆・辛恭靖・羅企生・張禕 |
| 巻90  | 列伝第60 良吏                       | 魯芝・胡威・杜軫・竇允・王宏・曹攄・潘京・范晷・丁紹・喬智明・鄧攸・呉隠之 |
| 巻91  | 列伝第61 儒林                       | 范平・文立・陳邵・虞喜・劉兆・氾毓・徐苗・崔遊・范隆・杜夷・董景道・続咸・徐邈・孔衍・范宣・韋謏・范弘之・王歓 |
| 巻92  | 列伝第62 文苑                       | 応貞・成公綏・左思・趙至・鄒湛・棗拠・褚陶・王沈・張翰・庾闡・曹毗・李充・袁宏・伏滔・羅含・顧愷之・郭澄之 |
| 巻93  | 列伝第63 外戚                       | 羊琇・王恂・楊文宗・羊玄之・虞豫・庾琛・杜乂・褚裒・何準・王濛・王遐・王蘊・褚爽 |
| 巻94  | 列伝第64 隠逸                       | 孫登・董京・夏統・朱沖・范粲（付范喬）・魯勝・董養・霍原・郭琦・伍朝・魯褒・氾騰・任旭・郭文・龔壮・孟陋・韓績・譙秀・翟湯（付翟荘）・郭翻・辛謐・劉驎之・索襲・楊軻・公孫鳳・公孫永・張忠・石垣・宋繊・郭荷・郭瑀・祈嘉・瞿硎先生・謝敷・戴逵・龔玄之・陶淡・陶潜 |
| 巻95  | 列伝第65 芸術                       | 陳訓・戴洋・韓友・淳于智・歩熊・杜不愆・厳卿・隗炤・卜珝・鮑靚・呉猛・幸霊・仏図澄・麻襦・単道開・黄泓・索紞・孟欽・王嘉・僧渉・郭麘・鳩摩羅什・曇霍・臺産 |
| 巻96  | 列伝第66 列女                       | 羊耽妻辛氏・杜有道妻厳氏・王渾妻鍾氏・鄭袤妻曹氏・愍懐太子妃王氏・鄭休妻石氏・陶侃母湛氏・賈渾妻宗氏・梁緯妻辛氏・許延妻杜氏・虞潭母孫氏・周顗母李氏・張茂妻陸氏・尹虞二女・荀崧小女灌・王凝之妻謝氏・劉臻妻陳氏・皮京妻龍氏・孟昶妻周氏・何無忌母劉氏・劉聡妻劉氏・王広女・陝婦人・靳康女・韋逞母宋氏・張天錫妾閻氏薛氏・苻堅妾張氏・竇滔妻蘇氏・苻登妻毛氏・慕容垂妻段氏・段豊妻慕容氏・呂纂妻楊氏・呂紹妻張氏・涼武昭王李玄盛后尹氏 |
| 巻97  | 列伝第67 四夷                       | 夫餘国・馬韓・辰韓・粛慎氏・倭人・吐谷渾・焉耆国・亀茲国・大宛国・康居国・大秦国・林邑国・扶南国・匈奴 |
| 巻98  | 列伝第68                            | 王敦（沈充）・桓温（桓熙・桓済・桓歆・桓禕・桓偉・孟嘉） |
| 巻99  | 列伝第69                            | 桓玄・卞範之・殷仲文 |
| 巻100 | 列伝第70                            | 王弥・張昌・陳敏・王如・杜曾・杜弢・王機・祖約・蘇峻・孫恩・盧循・譙縦 |

### 載記
| 巻目  | 巻題     | 節目                                         |
| ----- | -------- | -------------------------------------------- |
| 巻101 | 載記第1  | 劉元海（劉宣）                               |
| 巻102 | 載記第2  | 劉聡（陳元達）                               |
| 巻103 | 載記第3  | 劉曜                                         |
| 巻104 | 載記第4  | 石勒上                                       |
| 巻105 | 載記第5  | 石勒下（石弘・張賓）                         |
| 巻106 | 載記第6  | 石季龍上                                     |
| 巻107 | 載記第7  | 石季龍下（石世・石遵・石鑑・冉閔）           |
| 巻108 | 載記第8  | 慕容廆（裴嶷・高瞻）                         |
| 巻109 | 載記第9  | 慕容皝（慕容翰・陽裕）                       |
| 巻110 | 載記第10 | 慕容儁（韓恒・李産・李績）                   |
| 巻111 | 載記第11 | 慕容暐（慕容恪・陽騖・皇甫真）               |
| 巻112 | 載記第12 | 苻洪・苻健・苻生（苻雄・王堕）               |
| 巻113 | 載記第13 | 苻堅上                                       |
| 巻114 | 載記第14 | 苻堅下（王猛・苻融・苻朗）                   |
| 巻115 | 載記第15 | 苻丕・苻登（徐嵩・索泮）                     |
| 巻116 | 載記第16 | 姚弋仲・姚襄・姚萇                           |
| 巻117 | 載記第17 | 姚興上                                       |
| 巻118 | 載記第18 | 姚興下（尹緯）                               |
| 巻119 | 載記第19 | 姚泓                                         |
| 巻120 | 載記第20 | 李特・李流                                   |
| 巻121 | 載記第21 | 李雄・李班・李期・李寿・李勢                 |
| 巻122 | 載記第22 | 呂光・呂纂・呂隆                             |
| 巻123 | 載記第23 | 慕容垂                                       |
| 巻124 | 載記第24 | 慕容宝・慕容盛・慕容熙・慕容雲               |
| 巻125 | 載記第25 | 乞伏国仁・乞伏乾帰・乞伏熾磐・馮跋（馮素弗） |
| 巻126 | 載記第26 | 禿髪烏孤・禿髪利鹿孤・禿髪傉檀               |
| 巻127 | 載記第27 | 慕容徳                                       |
| 巻128 | 載記第28 | 慕容超（慕容鍾・封孚）                       |
| 巻129 | 載記第29 | 沮渠蒙遜                                     |
| 巻130 | 載記第30 | 赫連勃勃                                     |